# Al te Kleinpolder (Noord-Beveland)
De Al te Kleinpolder was een polder en een waterschap in de gemeente Kats op Noord-Beveland, in de Nederlandse provincie Zeeland.
De polder was in 1670 gesticht. Na het calamiteus verklaren van de Leendert Abrahampolder kwamen de zeedijken in 1833 onder het beheer van het waterschap de Waterkering Leendert Abrahampolder. In 1939 werden de dijken zwaar beschadigd en uiteindelijk werd de polder in 1947 opgegeven als verdronken.